# Jewgienij Popow (dziennikarz)
Jewgienij Gieorgijewicz Popow (ros. Евгений Георгиевич Попов; ur. 11 września 1978) – rosyjski dziennikarz, deputowany do Dumy Państwowej Federacji Rosyjskiej.
Wraz z żoną, Olgą Skabiejewą, prowadzi w państwowej stacji telewizyjnej Rossija 1 najbardziej popularny talk-show polityczny w Rosji – „60 minut”. W programie tym konsekwentnie przedstawiali sytuację na Ukrainie w stronniczy sposób, opisując ten kraj jako sztuczne państwo, wspierane zarówno pod względem militarnym, jak i finansowym przez Zachód, a tym samym – jako zachodniego satelitę i narzędzie w rękach NATO. Umniejszali również rolę Ukrainy, określając ją jako „współczesną anty-Rosję”.
23 lutego 2022 Rada Unii Europejskiej nałożyła na Popowa sankcje za wspieranie działań podważających integralność terytorialną, suwerenność i niezależność Ukrainy.